# Albești (okręg Marusza)
Albești (węg. Fehéregyháza) – wieś w Rumunii, w okręgu Marusza, w gminie Albești. W 2011 roku liczyła 3546 mieszkańców.